# Tyrinthia klugii
Tyrinthia klugii är en skalbaggsart som först beskrevs av Thomson 1868.  Tyrinthia klugii ingår i släktet Tyrinthia och familjen långhorningar. Inga underarter finns listade i Catalogue of Life.